# Highland (Kansas)
Highland es una ciudad ubicada en el condado de Doniphan en el estado estadounidense de Kansas. En el año 2010 tenía una población de 1012 habitantes y una densidad poblacional de 722,86 personas por km².

## Geografía
Highland se encuentra ubicada en las coordenadas 39°51′36″N 95°16′1″O / 39.86000, -95.26694 (39.860042, -95.266816).

## Demografía
Según la Oficina del Censo en 2000 los ingresos medios por hogar en la localidad eran de $25,250 y los ingresos medios por familia eran $37,969. Los hombres tenían unos ingresos medios de $30,298 frente a los $22,250 para las mujeres. La renta per cápita para la localidad era de $12,341. Alrededor del 17.4% de la población estaban por debajo del umbral de pobreza.